# Lockyer (cratera marciana)
A cratera Lockyer é uma cratera localizada no quadrângulo de Elysium em Marte, localizada a 28° N e 199.5° W.  Ela possui 71 km em diâmetro e recebeu o nome de Joseph N. Lockyer, um astrônomo britânico (1836-1920).  A cratera Lockyer pode ser identificada facilmente nos mapas de Marte pois ela se situa no relativamente jovem hemisfério norte, onde há poucas crateras. Ela é próxima a Elysium Mons e Hecates Tholus, dois grandes vulcões.